# 徐民式
徐民式（1549年—1617年），字用敬，號检吾，福建建寧府浦城縣人，軍籍，明朝政治人物。

## 生平
萬曆四年（1576年）丙子科福建鄉試第三名，萬曆八年（1580年）庚辰科會試第一百七十九名，登三甲第二百零八名進士。兵部觀政，九年除松江府推官，十年充应天府乡试同考官，十五年入為南京戶部主事，十九年升郎中，二十一年官安慶府知府，二十四年七月升南京光祿寺少卿，二十九年二月升南京通政司右參議，三十一年丁憂归乡。三十四年四月复除原职，三十五年闰六月升分管西路太僕寺少卿，三十七年十一月升右僉都御史巡抚应天，四十三年去職。其傳記見于《嘉慶松江府志》卷四十二。

## 著作
著有《抚吴疏草》、《三吴均役全书》等。

## 家族
曾祖徐彪，曾任壽官；祖父徐瑫；父徐惟賢，以子民式貴封南京通政司右参议。母吳氏。弟徐民俊，萬曆十三年舉人，官泸溪知县。